# Giaveno
Giaveno (Giaven in piemontese, Javën in francoprovenzale, Javein in francese) è un comune italiano di 16 348 abitanti della città metropolitana di Torino in Piemonte.
Si trova in Val Sangone, di cui è il capoluogo dato il maggior numero di residenti.

## Origini del nome
Incerte le origini del toponimo Giaveno: può essere una continuazione del nome personale gallico *Gavinus.

## Storia
Giaveno ha origini molto antiche: alcuni studiosi di storia locale farebbero risalire il primo insediamento all’epoca romana. Nel medioevo fu dipendenza dell'abbazia di S. Michele della Chiusa.
A partire dal XV secolo si sviluppò a Giaveno un'attività siderurgica a partire dal minerale di ferro estratto sopra Forno di Coazze, attività che proseguì fino a tutto l'Ottocento, fin quando non poté reggere il confronto con la siderurgia moderna. Nello stesso periodo iniziò anche un'attività di filatura e tessitura della canapa, dapprima a livello domestico, che successivamente è evoluta in un'estesa attività industriale, riguardante anche il cotone e la juta. Sempre nel settore tessile, si deve anche ricordare la manifattura della seta, che iniziò verso la metà del XVII secolo, con ben nove impianti alla fine del Settecento e poi un rapido declino all'inizio dell'Ottocento.
Nel 1898 nel comune di Giaveno l'industriale svizzero Adolfo Kind utilizzò gli sci per la prima volta sulle montagne italiane.
Partito dalla frazione Prà Fieul salì fino al Monte Cugno dell'Alpet (2 072 m), poco ad est della Punta dell'Aquila.
Nel Novecento Giaveno vide un significativo sviluppo industriale, sia nel settore tessile che in quello della carta: diverse cartiere (la più antica delle quali risale agli anni '30 del XIX secolo) si svilupparono dando lavoro a molti operai.
Tuttavia dopo la guerra nel giro di pochi decenni le aziende tessili chiusero ed alla fine del secolo anche la maggior parte delle cartiere cessò la produzione: l'ultima chiuse nel 2014.

### Simboli
Lo stemma e il gonfalone sono stati riconosciuti con DCG del 20 aprile 1937.
Il gonfalone è un drappo di azzurro.

### Onorificenze
Giaveno è tra le città decorate al valor militare per la guerra di liberazione, insignita il 17 maggio 1996 della medaglia d'argento al valor militare per i sacrifici delle sue popolazioni e per l'attività nella lotta partigiana durante la seconda guerra mondiale:

## Monumenti e luoghi d'interesse
- Chiesa parrocchiale di San Lorenzo
- Centro storico

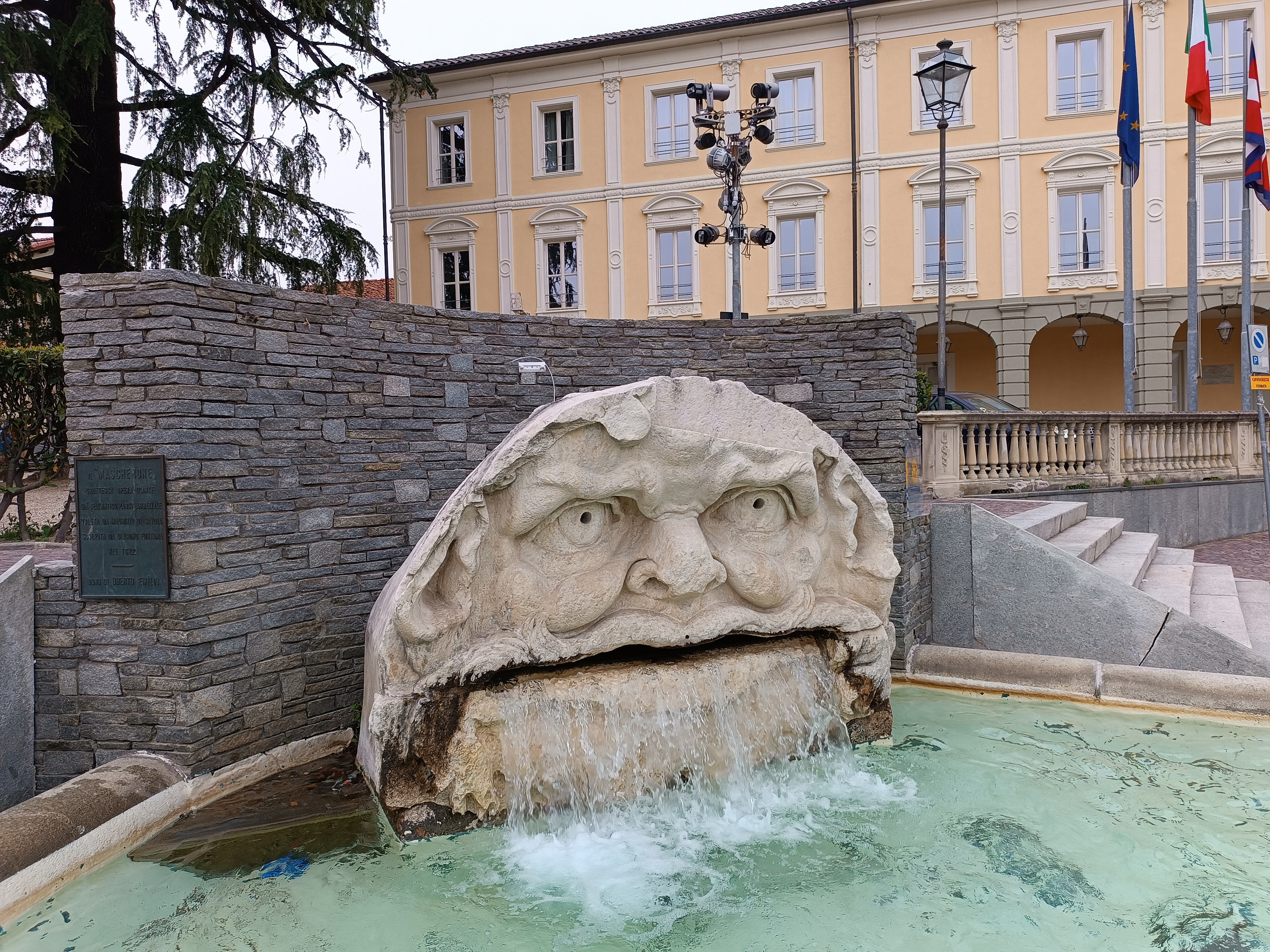
La fontana del Mascherone

- Torre degli Orologi in piazza S. Lorenzo [13]
- Nella frazione Selvaggio è sito un santuario di costruzione relativamente recente (primo quarto del secolo XX), ma già noto e molto frequentato: il Santuario del Selvaggio
- Santuario della Madonna del Bussone
- Mascherone di Giaveno, "fontana storica" seicentesca
- Museo di Alessandri, artista locale del '900
- Arco o Torre delle streghe
- Parco comunale

## Società

### Evoluzione demografica
A partire dall'anno 1961, la popolazione residente è quasi raddoppiata.
Abitanti censiti

### Lingue e dialetti
A fianco dell'italiano e del piemontese si parla anche il francoprovenzale, lingua di minoranza riconosciuta dalla legge 482/99.

## Cultura

### Biblioteche
La biblioteca civica nasce nel 1981 grazie a una convenzione fra il comune e l'Associazione "Circolo Ricreativo Culturale", la quale gestiva la previgente biblioteca pubblica dal 1965. .

### Istruzione
L'istituto superiore Blaise Pascal, nato nel 1974 come istituto sperimentale, comprende gli indirizzi di liceo scientifico tradizionale, liceo scientifico scienze applicate, liceo scientifico Cambridge, liceo linguistico opzione EsaBac, amministrazione, finanza e marketing. Nel 2016 l'indirizzo scientifico ha primeggiato nella graduatoria regionale per la sua categoria redatta dal Portale Eduscopio della Fondazione Agnelli.

## Infrastrutture e trasporti
Dal 1883 al 1958 Giaveno fu capolinea di una tranvia per Orbassano e Torino.
Nel presente, i collegamenti locali con il resto della Val Sangone (fino a Orbassano), la vicina Val di Susa e Torino sono assicurati da linee di bus e navette.

## Amministrazione

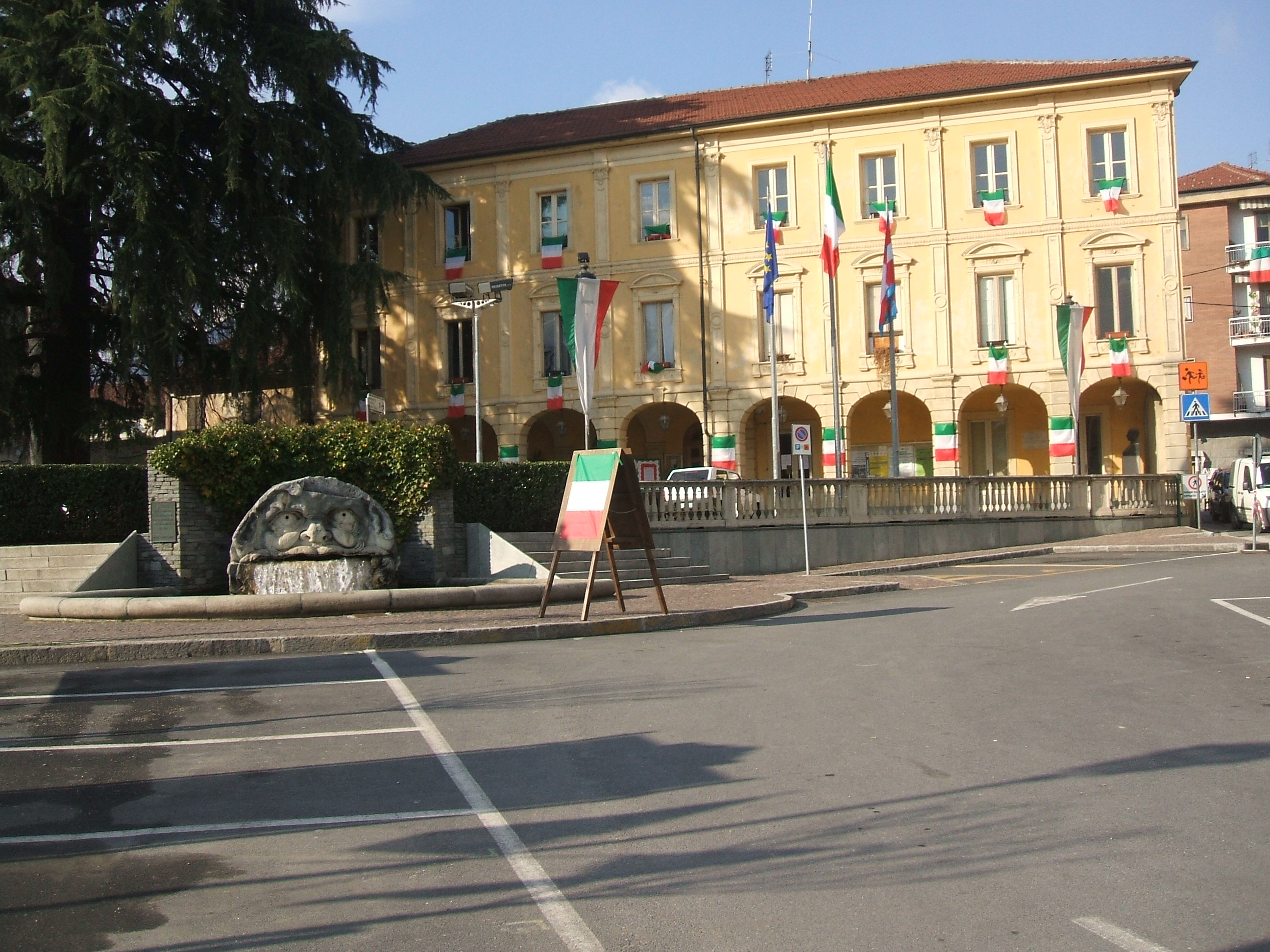
Veduta del municipio

| Periodo        | Periodo        | Primo cittadino | Partito                              | Carica  | Note                          |
| -------------- | -------------- | --------------- | ------------------------------------ | ------- | ----------------------------- |
| 13 maggio 1985 | 14 giugno 2004 | Osvaldo Napoli  | Democrazia Cristiana Forza Italia    | Sindaco |                               |
| 14 giugno 2004 | 8 giugno 2014  | Daniela Ruffino | Forza Italia Il Popolo della Libertà | Sindaco | Prima sindaca donna del paese |
| 9 giugno 2014  | 24 giugno 2024 | Carlo Giacone   | Lista civica                         | Sindaco |                               |
| 25 giugno 2024 | in carica      | Stefano Olocco  | Lega Lista civica                    | Sindaco |                               |

### Gemellaggi
- Brinkmann
- Chevreuse
- Novska
- San Giovanni di Moriana

### Altre informazioni amministrative
Il comune faceva parte della Comunità Montana Valle Susa e Val Sangone.

## Sport
La rappresentativa sportiva più importante della città è la Pallavolo Giaveno, squadra di pallavolo femminile militante in Serie D. Un'altra società di pallavolo è il Gruppo Sportivo Alberto Cuatto.
Il calcio a Giaveno ha conosciuto un declino nel 2010 quando sia il Lottogiaveno (militante in Eccellenza) che l'Edelweiss Giaveno (militante in Prima Categoria) hanno rinunciato al proprio titolo sportivo. Il Lottogiaveno (prima del 2007 semplicemente Giaveno) era riuscito con gli anni a raggiungere risultati rilevanti, tra cui i Playoff di Serie D nella stagione 2004/2005.
Grazie all'iniziativa di alcuni esercenti locali, nel 2011 è rinato il "vecchio" GiavenoCoazze, che attualmente milita nel girone D di Prima Categoria.
Inoltre sono presenti una squadra dilettantistica di basket, omonima della cittadina, un gruppo sportivo dedicato al twirling e un collettivo di tennis tavolo. 
Il palazzetto dello sport ospita gare di danze caraibiche a livello regionale.